# 高千穗廣
濱田廣（英語：Hiro Takachiho，高千穂ひろ），本名高千穗廣，是漫威漫畫中的虛構超級英雄角色，由史蒂文·T·塞格爾和鄧肯·魯洛共同創作。濱田廣首次於《太陽火與大英雄天團》#1中登場。

## 其他媒體

### 電影
在改編電影中，阿廣的姓氏改為濱田，他的民族血統變為半歐美、半日本人，由萊恩·波特配音。

### 電視
在電視影集中，波特回歸聲演角色。在首集《杯麵的回歸》中，阿廣重新建造出杯麵。

### 遊戲
- 《迪士尼無限世界：漫威超級英雄》
- 《迪士尼無限世界3.0》
- 《王國之心III》[6]

## 外部連結
- Hiro Takachiho （页面存档备份，存于） 漫畫書數據庫